# Procompsognathus
Procompsognathus er en slægt af små theropode dinosaurer der levede i Sen Trias-epoken, for omkring 210 millioner år siden. Procompsognathus blev navngivet af Eberhard Fraas i 1913. Her navngav han arten, P. triassicus, på basis af et dårligt bevaret skelet, fundet i Württemberg, Germany.
Navnet kommer fra Compsognathus, hvilket betyder "elegant kæbe" (oldgræsk: kompsós/κομψός betyder "elegant", "raffineret" eller "lækker", og gnáthos/γνάθος betyder "kæbe"), som var en senere, dinosaur fra Juratiden. Prefikset pró/πρό betyder "før" or "forfader til", selvom denne direkte slægtslinje ikke er understøttet af efterfølgende forskninger.

## Palæobiologi
Procompsognathus kan have været omkring en meter lang (3,6 fod). Som tobenet havde den lange bagben, korte arme, hænder med store klør, En lang, spids snude med mange små tænder. og en stiv hale. Den levede på relativt tørt indland, og kan have spist insekter, øgler og andre smådyr.

## Klassifikation
Selvom den utvivlsomt er en lille, tobenet kødæder, så er det dårligt bevarede skelet det eneste kendte eksemplar af Procompsognathus, hvilket gør dens sande identitet svær at bestemme. Den har historisk været kendt som en theropod dinosaur, selvom nogle, så som Allen (2004), havde tænkt Procompsognathus som værende en primitiv, ikke-dinosaurid medlem af ornithodira. Sereno og Wild (1992) erklærede at den bevarede dinosaur bestod af fossiler fra to forskellige dyr. De henviste kraniet som at tilhøre crocodylomorphen Saltoposuchus, og resten af skelettet som tilhørende Segisaurus.
Rauhut og Hungerbuhler (2000) noterede egenskaber fra ryghvirvlerne som kunne tydede på, at Procompsognathus kunne være en coelophysid eller ceratosaur, og Carrano et al. (2005), i deres nye undersøgelse af den beslægtede Segisaurus, konkluderede han både Segisaurus og Procompsognathus som tilhørende Coelophysidae indenfor Dinosauria.